# Gwen Torrence
Gwen Torrence, född 12 juni 1965 i Decatur i Georgia i Förenta staterna, är en amerikansk före detta friidrottare (kortdistanslöpning).
Torrence var en av det största stjärnorna på 100 och 200 meter under första hälften av 1990-talet och hon tog medalj vid varje mästerskap mellan 1991 och 1996. Totalt blev det tre OS-guld och tre VM-guld.

## Mästerskapskarriär
Torrence gjorde sin VM-debut i Rom 1987 där hon kom femma i 200-metersfinalen. Året efter debuterade Torrence i olympiska sammanhang i Seoul-OS med en femteplats på 100 meter och en sjätteplats på dubbla distansen. Vid VM i Tokyo 1991 blev Torrence silvermedaljös på både 100 och 200 meter, båda gångarna endast besegrad av Katrin Krabbe men före sin idol Merlene Ottey.
I OS i Barcelona vann Torrence guldet på 200 meter på tiden 21,81 (hon noterade personbästa 21,72 i semifinalen), före jamaicanskorna Cuthbert (22,02) och Ottey (22,09). I den jämna finalen över halva distansen räckte Torrence 10,86 inte till medalj då Devers (10,82), Cuthbert (10,83) och Privalova (10,84) var snabbare. Torrence var sedan slutkvinna i det amerikanska guldlaget i korta stafetten. Torrence var sedan mycket nära att vinna sin första individuella titel i VM i Stuttgart 1993 då Ottey stumnade helt på 200 meter och Torrence nästan tog in hela jamaicanskans försprång. På 100 meter fick Torrence se sig besegrad av Devers och Ottey (båda 10,82) och vann bronset med tiden 10,89. I stafetten löpte Torrence andrasträckan i det amerikanska silverlaget, som besegrades av Ryssland (båda lagen fick tiden 41,49).
Torrence var sedan i kanske sitt livs form i Göteborgs-VM 1995. På 100 meter vann hon en klar seger (10,85 mot silvermedaljösen Otteys 10,94) och agerade slutkvinna i det överlägsna amerikanska stafettlaget som vann guldet mer än en sekund före Jamaica. På 200 meter var Torrence fullkomligt överlägsen och gick i mål på 21,77, före Ottey och Privalova (22,12). Medan Torrence gjorde segerintervjuer meddelade Albert Svanberg henne att hon blivit diskvalificerad. Anledningen var att hon hade löpt ett par steg på banan innanför i kurvan.
OS 1996 gick av stapeln i Torrence hemstat Georgia. Finalen på 100 meter påminde mycket om den fyra år tidigare då Devers och Ottey löpte i mål på samma tid (denna gång 10,94) och Devers dömdes som segrare. Torrence vann bronset på 10,96. I den korta stafetten sprang Torrence sistasträckan i det amerikanska guldlaget.

## Personliga rekord
- 100 meter - 10,82 sekunder (3 september 1994 i Paris och 15 juni 1996 i Atlanta)
- 200 meter - 21,72 sekunder (5 augusti 1992 i Barcelona)
- 400 meter - 49,64 sekunder (15 juli 1992 i Nice)